# RHBG
RHBG (англ. Rh family B glycoprotein (gene/pseudogene)) – білок, який кодується однойменним геном, розташованим у людей на короткому плечі 1-ї хромосоми.  Довжина поліпептидного ланцюга білка становить 441 амінокислот, а молекулярна маса — 47 231.
| 10         |  | 20         |  | 30         |  | 40         |  | 50         |
| ---------- |  | ---------- |  | ---------- |  | ---------- |  | ---------- |
| MAGSPSRAAG |  | RRLQLPLLCL |  | FLQGATAVLF |  | AVFVRYNHKT |  | DAALWHRSNH |
| SNADNEFYFR |  | YPSFQDVHAM |  | VFVGFGFLMV |  | FLQRYGFSSV |  | GFTFLLAAFA |
| LQWSTLVQGF |  | LHSFHGGHIH |  | VGVESMINAD |  | FCAGAVLISF |  | GAVLGKTGPT |
| QLLLMALLEV |  | VLFGINEFVL |  | LHLLGVRDAG |  | GSMTIHTFGA |  | YFGLVLSRVL |
| YRPQLEKSKH |  | RQGSVYHSDL |  | FAMIGTIFLW |  | IFWPSFNAAL |  | TALGAGQHRT |
| ALNTYYSLAA |  | STLGTFALSA |  | LVGEDGRLDM |  | VHIQNAALAG |  | GVVVGTSSEM |
| MLTPFGALAA |  | GFLAGTVSTL |  | GYKFFTPILE |  | SKFKVQDTCG |  | VHNLHGMPGV |
| LGALLGVLVA |  | GLATHEAYGD |  | GLESVFPLIA |  | EGQRSATSQA |  | MHQLFGLFVT |
| LMFASVGGGL |  | GGLLLKLPFL |  | DSPPRLPALR |  | GPSSLAGAWR |  | A          |

A: Аланін

C: Цистеїн

D: Аспарагінова кислота

E: Глутамінова кислота

F: Фенілаланін

G: Гліцин

H: Гістидин

I: Ізолейцин

K: Лізин

L: Лейцин

M: Метіонін

N: Аспарагін

P: Пролін

Q: Глутамін

R: Аргінін

S: Серин

T: Треонін

V: Валін

W: Триптофан

Задіяний у таких біологічних процесах як транспорт, поліморфізм, альтернативний сплайсинг. 
Локалізований у клітинній мембрані, мембрані, цитоплазматичних везикулах.